# North West District
Der North West District, auch genannt Ngamiland, ist ein Distrikt in Botswana. Seine größte Stadt und sein Regierungssitz ist die Streusiedlung Maun. Zentral im Distrikt liegt das Okavango-Delta, ein großes Naturschutzgebiet. 
Ganz im Norden fließt der aus Angola kommende Fluss Okavango durch den zu Namibia gehörenden Caprivizipfel nach Botswana. Erst seit 2022 gibt es in Botswana eine Brücke, die Okavango River Bridge. Westlich des Okavango führt die Fernstraße A35 vom namibischen Grenzübergang Mohembo West über Shakawe nach Süden. Westlich davon liegen die Tsodilo-Hügel, noch weiter im Westen die namibische Grenze. 
Südlich des Deltas befindet sich mit Maun die Hauptstadt und größte Stadt des Bezirks. Sie ist der wichtigste Startpunkt für Safaris in das Okavango-Delta. Durch Maun fließt der Thamalakane, welcher anschließend in den Boteti mündet. 
Von Maun aus führt die Fernstraße A3 in Richtung Südwesten. In Sehithwa am Lake Ngami trifft sie auf die A35 und erreicht dann den südlich anschließenden Ghanzi District. 
Von Maun in Richtung Osten führt die A3 vorbei am Nxai-Pan-Nationalpark und am Makgadikgadi-Pans-Nationalpark in den östlich anschließenden North East District und weiters nach Francistown.
Der damalige Distrikt Ngamiland wurde 2001 mit dem nordöstlich benachbarten Distrikt Chobe zusammengelegt und erhielt den Namen North-West District. Diesen behielt er auch, als Chobe 2006 wieder aus dem North West District herausgelöst wurde. Er ist unterteilt in die beiden 
Subdistrikte Ngamiland West (auch genannte Ngamiland North) und Ngamiland East (auch genannt Ngamiland South). Das Delta ist ein dritter Subdistrikt dazwischen, der jedoch kaum Einwohner hat. 
Im Distrikt lebten beim letzten Zensus 2022 fast 200.000 Einwohner, diese Zahl dürfte inzwischen überschritten worden sein.
| Jahr | Einwohner |
| ---- | --------- |
| 1981 | 075.997   |
| 1991 | 108.660   |
| 2001 | 142.970   |
| 2011 | 152.284   |
| 2022 | 196.574   |